# 9880 Stegosaurus
9880 Stegosaurus este o planetă minoră (asteroid), cu un diametru de 2,623 km, din centura de asteroizi. A fost descoperită pe 12 august 1994 la Observatorul European Austral de Eric Walter Elst și a fost numită după Stegosaurus. 
Obiectul prezintă o orbită caracterizată de o semiaxă mare de 2,2875523 UAi, o excentricitate de 0,11, o înclinație de 3,46495 ° în raport cu ecliptica.